# Nils Jansson i Rökslid
Nils Jansson (i riksdagen kallad Jansson i Rökslid), född 5 september 1821 i Hällestads församling, Östergötlands län, död där 21 januari 1911, var en svensk lantbrukare och politiker.
Nils Jansson företrädde bondeståndet i Risinge samt Hällestads och Tjällmo tingslag i Finspånga läns härad vid ståndsriksdagen 1865–1866.